# Thysanostoma
Genre
Thysanostoma est un genre de méduses, le seul de la famille des Thysanostomatidae.

## Description
Les espèces du genre Thysanostoma ont un corps hémisphérique d'environ 25 cm de diamètre, d'un violet vif, avec quatre longs bras buccaux à l'allure de cordes.

## Découverte
(septembre 2023).
A l’été 2014, une méduse spectaculaire est venue s'échouer sur une plage fréquentée d'Australie. Elle arborait une belle couleur violette, éclatante, quasi fluo, quatre long bras buccaux à l'allure de cordes et une ombrelle hémisphérique dont le diamètre atteignait presque les 30 cm.
il a été immédiatement déterminé que cette méduse appartenait au genre Thysanostoma, qui n'avait jamais été vue en Australie. Sa découverte a fait les gros titres partout dans le monde, et cette publicité a permis de mettre en lumière d'autres signalisations tout le long de la côte australienne. Il est devenu évident qu'elle n’était pas si rare, mais seulement rarement signalée. Par contre, déterminer son identité s'est avéré plus compliqué.
Les possibilités ont été réduites à deux espèces du genre Thysanostoma, l'une de Malaisie, l'autre de mer Rouge. Ou alors, il pouvait s'agir d'une espèce nouvelle. Les deux espèces envisagées ont été décrites et nommées vers 1800. Les spécimens de référence ont disparu depuis longtemps, et on ne trouve pas dans leurs descriptions les critères que nous utilisons de nos jours. Il est donc difficile d'affirmer avec certitude s'il s'agit de l'une ou de l'autre de ces espèces connues.
Comme souvent quand on fait de nouvelles découvertes, on ne sait presque rien de cette méduse. Mais on sait pourquoi elle n'avait pas été signalée plus tôt : beaucoup de ceux qui ont fourni des photos ont déclaré qu'ils l'avaient remarquée parce qu’elle était si jolie, mais qu'ils n'imaginaient pas que leur découverte avait un intérêt scientifique.

## Liste des espèces
Selon World Register of Marine Species (12 septembre 2015) :
- Thysanostoma flagellatum (Haeckel, 1880)
- Thysanostoma loriferum (Ehrenberg, 1835)
- Thysanostoma thysanura Haeckel, 1880